# Lledó
Lledó (katalanisch: Lledó d'Algars) ist eine spanische Gemeinde in der Provinz Teruel der Autonomen Region Aragón. Sie liegt im westlichen Vorland der Ports de Tortosa-Beseit in der Comarca Matarraña (Matarranya) im überwiegend katalanischsprachigen Gebiet der Franja de Aragón am Río Algars an der Grenze zu Katalonien. 2024 hatte die Gemeinde 153 Einwohner.

## Geschichte
Im Jahr 1209 überließ König Peter II. von Aragón die Orte Lledó und Arens de Lledó dem Bischof von Tortosa zur Besiedelung.

## Einwohnerentwicklung
| 1991 | 1996 | 2001 | 2004 | 2014 |
| ---- | ---- | ---- | ---- | ---- |
| 229  | 217  | 209  | 191  | 169  |

## Wirtschaft
Lledó verfügt nicht über Industrie, sondern lebt von der Landwirtschaft, insbesondere vom Weinbau.

## Verkehr
Bei Lledó überquert eine Bogenbrücke mit vier Betonbögen den Río Algars. Die 1942 eröffnete Bahnstrecke des Ferrocarril del Val de Zafán hatte einen Bahnhof in Lledó; sie wurde 1973 stillgelegt. Auf ihr verläuft heute die vía verde Val de Zafán, ein beliebtes Ziel für Wochenendausflüge.

## Sehenswürdigkeiten

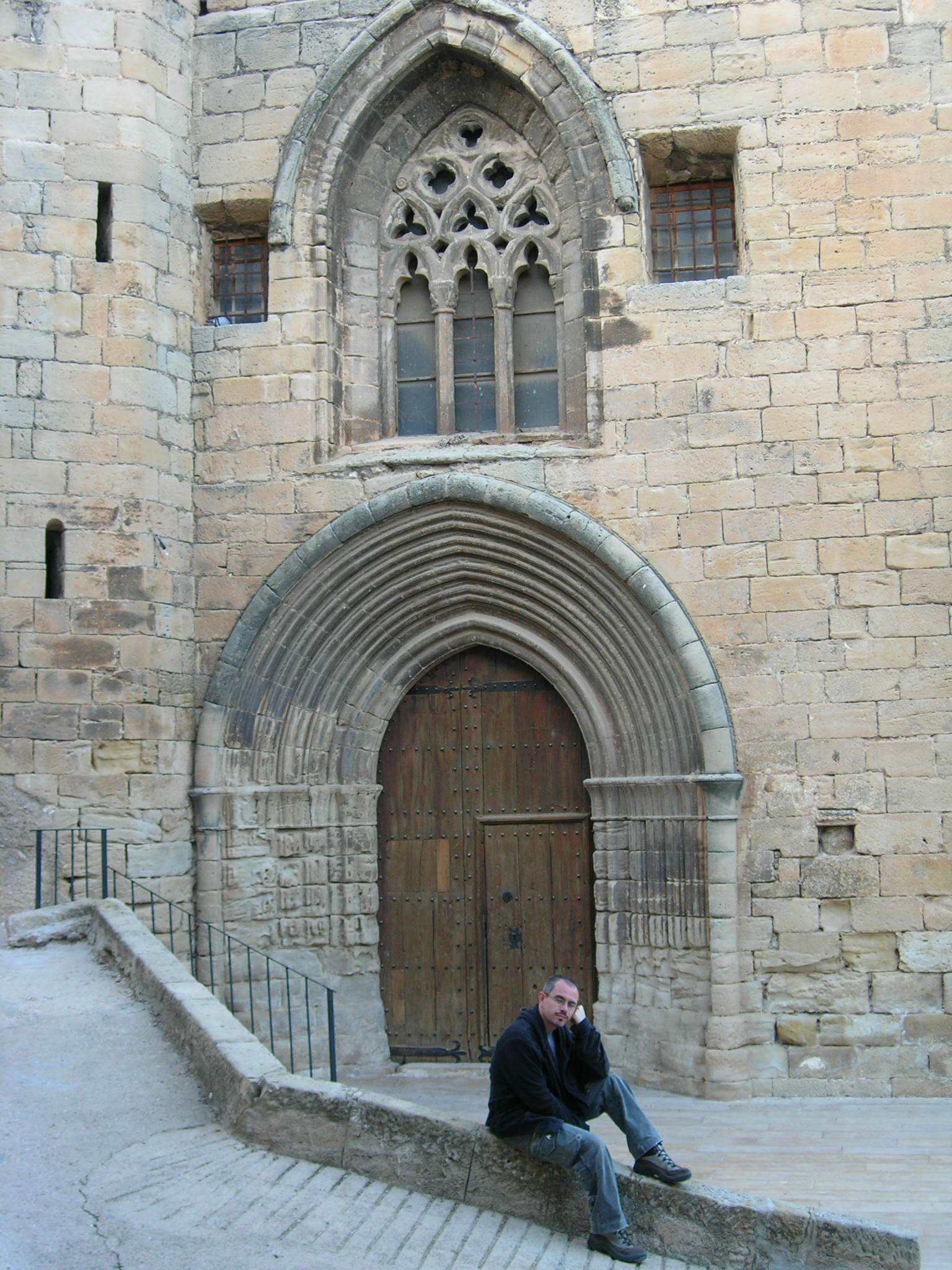
Fassade der Kirche

- Die seit 2001 denkmalgeschützte gotische Kirche Santiago Apostól oder Sant-Jaume.[4]
- Die gotische Apostel-Peter-Kirche.
- Die Burg, früher im Besitz des Ordens von Calatrava.
- Das Gemeindehaus aus dem Jahr 1610.
- Die Einsiedelei Santa Rosa de Viterbo.